# 国道378号
国道378号（こくどう378ごう）は、愛媛県伊予市から八幡浜市を経由して、宇和島市に至る一般国道である。

## 概要

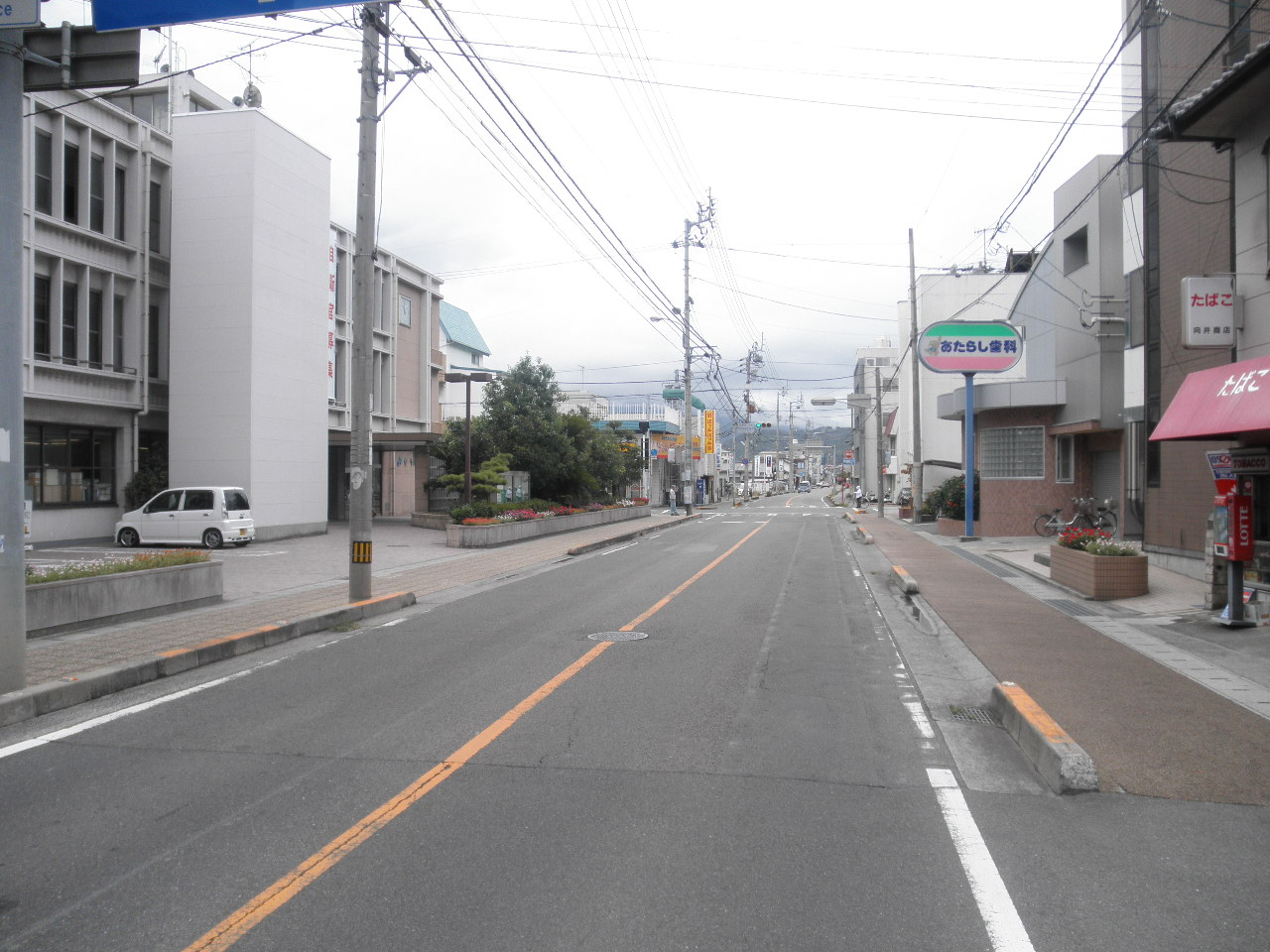
伊予市役所前
伊予市灘町

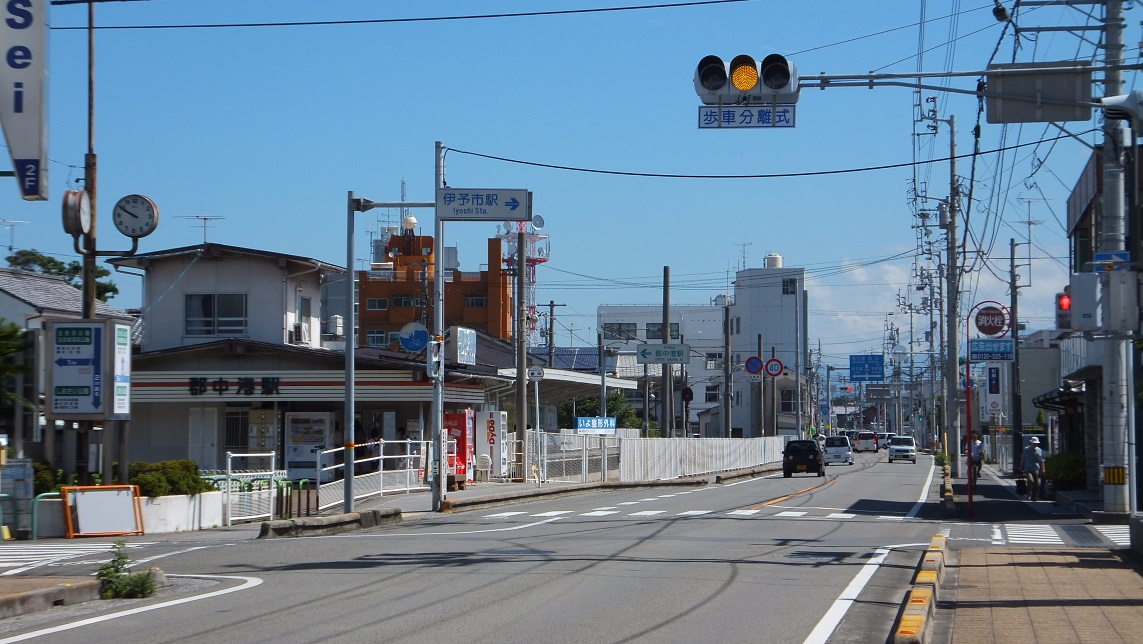
JR四国伊予市駅前（左は伊予鉄道郡中港駅）

### 路線データ
一般国道の路線を指定する政令に基づく起終点および重要な経過地は次のとおり。
- 起点：伊予市（伊予警察署前交差点 = 国道56号交点）
- 終点：愛媛県北宇和郡吉田町[注釈 2]（御殿内橋東交差点 = 国道56号交点）
- 重要な経過地：愛媛県西宇和郡保内町[注釈 3]、八幡浜市
- 総延長 : 125.4 km（重用延長を含む。）[2][注釈 4]
- 重用延長 : 5.7 km[2][注釈 4]
- 未供用延長 : なし[2][注釈 4]
- 実延長 : 119.7 km[2][注釈 4]
  - 現道 : 115.3 km[2][注釈 4]
  - 旧道 : 4.2 km[2][注釈 4]
  - 新道 : 0.2 km[2][注釈 4]
- 指定区間：なし[3]

## 歴史
- 1975年（昭和50年）4月1日 - 愛媛県道22号伊予長浜線および愛媛県道26号八幡浜長浜線（いずれも当時）を一般国道378号（八幡浜市 - 伊予市）として指定。
- 1993年（平成5年）4月1日 - 愛媛県道28号八幡浜三瓶吉田線（当時）を編入し、起終点を逆転して一般国道378号（伊予市 - 愛媛県北宇和郡吉田町[注釈 2]）として指定。

## 路線状況
伊予市から八幡浜市の国道197号交点との間は2車線路が確保されている。伊予市端地区にあるヘアピンカーブによるトラック事故を回避するため改良工事が進行中である。工事手法等は、国道317号の項を参照。
国道指定当初は他の酷道同様に走行しながら離合できない区間が大半を占める悪路であったが、1990年代に伊予灘沿いに海岸を埋め立てて別線を作る改良工事が完了し、快適なドライブルートとなった。この区間には夕やけこやけラインの愛称がついている。なお、伊予市から大洲市長浜地区まではJR四国の予讃線（愛ある伊予灘線）と並行しているが、改良工事によって下灘駅が「日本一海に近い駅」ではなくなってしまっている。佐田岬半島を前に道は内陸に入り、瞽女ヶ峠バイパスで八幡浜市街に入る。
この区間は八幡浜市街の国道197号の渋滞、大洲市内の国道56号の渋滞を回避し、犬寄峠を通過しなくてよいことから、伊方町方面 - 伊予市・松山市方面を一般道経由では最短で結ぶルートでもある。
一方、1993年（平成5年）に編入された八幡浜市街以南の区間は宇和海沿に集落をつなぐ道路であり、改良も道半ばで線形不良、狭隘な区間が多い。

### 愛称
- 夕やけこやけライン

自称、日本一の夕焼けのまち「双海町」を通過することから。

### バイパス
- 瞽女ヶ峠バイパス

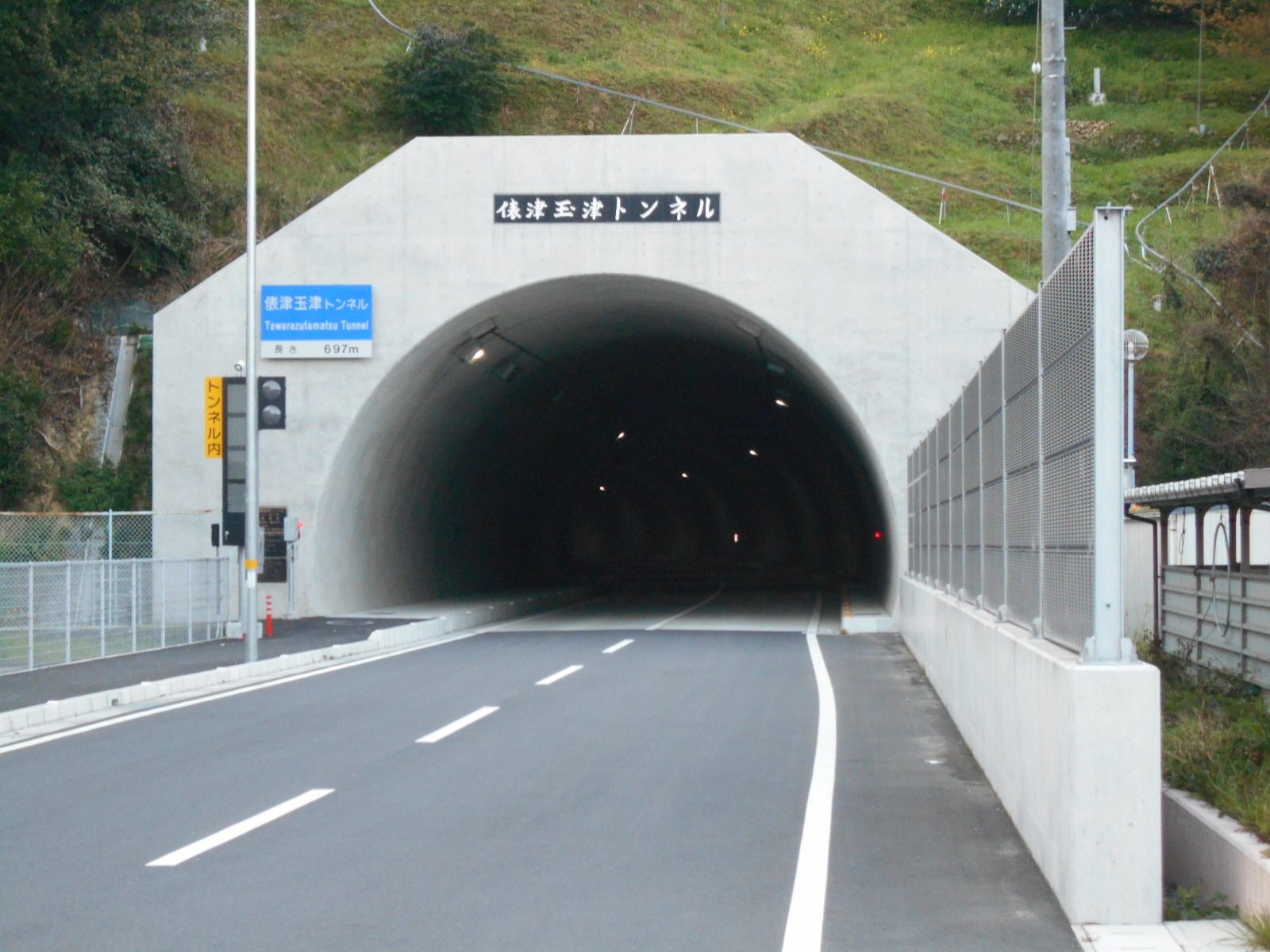
俵津玉津トンネル

- 俵津バイパス：西予市明浜町俵津 - 宇和島市吉田町法華津（L=3.6 km）の幅員狭小、線形不良を解消することを目的に計画されたバイパスで、構造規格は3種3級で2車線、設計速度は50 km/hである。1998年（平成10年）度に事業着手し、俵津玉津トンネルを含む区間0.9 kmが2014年（平成26年）7月12日に開通した[5]。2017年（平成29年）3月29日に全線開通[6]。

### 重複区間
- 国道197号（八幡浜市保内町宮内 - 八幡浜市江戸岡1丁目・江戸岡交差点）

### 道路施設

#### 橋梁
- 豊永橋（森川、伊予市）
- 新長浜大橋（肘川、大洲市）
- 山崎橋（喜木川、八幡浜市）
- 新川橋（新川、八幡浜市）
- 須川橋（奥川、八幡浜市）
- 出合橋（千丈川、八幡浜市）
- 祇園橋（五反田川、八幡浜市）
- 八代橋（八代川、八幡浜市）
- 新栄橋（八幡浜市）
- 三七十橋（朝立川、西予市）
- 御殿内橋（河内川、宇和島市）

#### トンネル
- 磯崎トンネル：L=540 m、幅員9.750 m、1990年（平成2年）度完成、八幡浜市
- 喜木津トンネル：L=615 m、幅員9.0 m、1993年（平成5年）度完成、八幡浜市
- 瞽女（ごぜ）トンネル：L=2,156 m、幅員9.75 m、1998年（平成10年）度完成、八幡浜市
- 名坂トンネル：延長294 m、1960年（昭和35年）竣工、八幡浜市
- 愛宕山トンネル：延長650 m、幅員10 m、1976年（昭和51年）竣工、八幡浜市
- 朝立トンネル：延長387 m、幅員11.25 m、2007年（平成19年）度完成、西予市
- 渡江トンネル：延長215 m、幅員7 m、1992年（平成4年）度完成、西予市
- 俵津玉津トンネル：延長697 m、2014年（平成26年）度完成、西予市 - 宇和島市
- 深浦トンネル：延長197 m、幅員11.25 m、2005年（平成17年）度完成、宇和島市

#### 道の駅
- ふたみ（伊予市双海町高岸）

## 地理

### 通過する自治体
- 愛媛県
  - 伊予市 - 大洲市 - 八幡浜市 - 西予市 - 宇和島市

### 交差する道路
| 交差する道路                                               | 市町村名 | 交差する場所         | 交差する場所            |
| ---------------------------------------------------------- | -------- | -------------------- | ----------------------- |
| 国道56号                                                   | 伊予市   | 下吾川               | 伊予警察署前交差点      |
| 愛媛県道22号伊予松山港線                                   | 伊予市   | 下吾川               | 伊予農高北交差点        |
| 愛媛県道221号広田双海線                                    | 伊予市   | 双海町上灘           | 双海駐在所交差点        |
| 愛媛県道243号内子双海線                                    | 伊予市   | 双海町高岸           |                         |
| 愛媛県道54号串内子線                                       | 伊予市   | 双海町串             |                         |
| 愛媛県道330号藤縄長浜線                                    | 大洲市   | 長浜                 |                         |
| 愛媛県道24号大洲長浜線                                     | 大洲市   | 長浜                 |                         |
| 愛媛県道43号長浜中村線                                     | 大洲市   | 長浜町沖浦           |                         |
| 愛媛県道240号櫛生大洲線                                    | 大洲市   | 長浜町櫛生（くしう） |                         |
| 愛媛県道255号鳥井喜木津線                                  | 八幡浜市 | 保内町喜木津         |                         |
| 国道197号 重複区間起点                                     | 八幡浜市 | 保内町宮内           |                         |
| 愛媛県道249号八幡浜保内線                                  | 八幡浜市 | 保内町宮内           | 宮内交差点              |
| 国道197号 / 名坂道路                                       | 八幡浜市 | 保内町喜木           | 保内IC                  |
| 愛媛県道28号長浜保内線                                     | 八幡浜市 | 保内町須川           |                         |
| 国道197号 / 名坂道路・八幡浜道路 愛媛県道249号八幡浜保内線 | 八幡浜市 | 保内町太平           | 太平交差点 八幡浜IC     |
| 国道197号 重複区間終点 国道380号 愛媛県道27号八幡浜港線    | 八幡浜市 | 江戸岡1丁目          | 江戸岡交差点            |
| 愛媛県道25号八幡浜宇和線                                   | 八幡浜市 | 矢野町               |                         |
| 愛媛県道250号舌間八幡浜線                                  | 八幡浜市 | 舌間                 |                         |
| 愛媛県道253号穴井三瓶線                                    | 八幡浜市 | 穴井                 |                         |
| 愛媛県道253号穴井三瓶線                                    | 西予市   | 三瓶町垣生           |                         |
| 愛媛県道30号宇和三瓶線                                     | 西予市   | 三瓶町朝立           |                         |
| 愛媛県道257号俵津三瓶線                                    | 西予市   | 三瓶町蔵貫浦         |                         |
| 愛媛県道344号宇和高山線                                    | 西予市   | 明浜町宮野浦         |                         |
| 愛媛県道257号俵津三瓶線                                    | 西予市   | 明浜町俵津           |                         |
| 愛媛県道45号宇和明浜線                                     | 西予市   | 明浜町俵津           |                         |
| 愛媛県道271号玉津港線                                      | 宇和島市 | 吉田町白浦           |                         |
| 愛媛県道272号河内立間停車場線 重複区間起点                 | 宇和島市 | 吉田町沖村           |                         |
| 愛媛県道272号河内立間停車場線 重複区間終点                 | 宇和島市 | 吉田町沖村           |                         |
| 国道56号                                                   | 宇和島市 | 吉田町北小路         | 御殿内橋東交差点 / 終点 |